# Сичавська сільська рада
Сича́вська сільська́ ра́да — колишня адміністративно-територіальна одиниця та орган місцевого самоврядування в Лиманському районі Одеської області. Адміністративний центр — село Сичавка.

## Загальні відомості
Сичавська сільська рада утворена в 1922 році.
- Територія ради: 80,99 км²
- Населення ради: 1 883 особи (станом на 2001 рік)
- Водоймища на території, підпорядкованій даній раді: Чорне море

## Населені пункти
Сільській раді були підпорядковані населені пункти:
- с. Сичавка
- с. Кошари

## Населення
Згідно з переписом УРСР 1989 року чисельність наявного населення сільської ради становила 2034 особи, з яких 927 чоловіків та 1107 жінок.
За переписом населення України 2001 року в сільській раді мешкали 1883 особи.

### Мова
Розподіл населення за рідною мовою за даними перепису 2001 року:
| Мова       | Відсоток |
| ---------- | -------- |
| українська | 89,80 %  |
| російська  | 9,29 %   |
| молдовська | 0,48 %   |
| білоруська | 0,37 %   |

## Склад ради
Рада складалася з 18 депутатів та голови.
- Голова ради: Попоніна Валентина Дмитрівна
- Секретар ради: Ліннікова Тетяна Дмитрівна

### Керівний склад попередніх скликань
| Прізвище, ім'я, по батькові  | Основні відомості                                                  | Дата обрання | Дата звільнення |
| ---------------------------- | ------------------------------------------------------------------ | ------------ | --------------- |
| Деркач Олександр Вікторович  | Сільський голова, 1962 року народження, освіта вища, позапартійний | 26.03.2006   | 25.10.2015      |
| Попоніна Валентина Дмитрівна | Сільська голова, 1962 року народження, освіта вища, позапартійна   | 25.10.2015   | 25.10.2020      |

Примітка: таблиця складена за даними сайту Верховної Ради України

### Депутати
За результатами місцевих виборів 2010 року депутатами ради стали:

#### За суб'єктами висування
| Суб'єкт висування | Кількість обраних депутатів | %    |
| ----------------- | --------------------------- | ---- |
| Самовисування     | 10                          | 55,6 |
| Партія регіонів   | 8                           | 44,4 |

#### За округами
| № округу        | Прізвище, ім'я, по батькові     | Дата визнання обраним | Освіта  | Партійна приналежність            | Відомості про обраного депутата                        |
| --------------- | ------------------------------- | --------------------- | ------- | --------------------------------- | ------------------------------------------------------ |
| Партія регіонів |                                 |                       |         |                                   |                                                        |
| 1               | Денисенко Андрій Миколайович    | 03.11.2010            | вища    | член Партії регіонів              | приватний підприємець                                  |
| 2               | Григорян Ігор Степанович        | 03.11.2010            | середня | позапартійний                     | ОО «Айзблік», вантажник                                |
| 3               | Видаєвич Сергій Михайлович      | 03.11.2010            | середня | позапартійний                     | приватний підприємець                                  |
| 6               | Маценко Володимир Вікторович    | 03.11.2010            | середня | позапартійний                     | приватний підприємець                                  |
| 7               | Мальшакова Олена Валентинівна   | 03.11.2010            | вища    | позапартійна                      | Сичавський будинок культури, директор                  |
| 8               | Попадюк Валентина Ярославівна   | 03.11.2010            | вища    | позапартійна                      | Сичавська сільська рада, секретар                      |
| 11              | Даньків Любов Володимирівна     | 03.11.2010            | середня | член Партії регіонів              | пенсіонер                                              |
| 14              | Бесідовська Олена Олександрівна | 03.11.2010            | вища    | позапартійна                      | Сичавська загальноосвітня школа І-ІІІ ст., вчитель     |
| Самовисування   |                                 |                       |         |                                   |                                                        |
| 4               | Недельський Олег Миколайович    | 03.11.2010            | вища    | позапартійний                     | приватний підприємець                                  |
| 5               | Собченко Зінаїда Миколаївна     | 03.11.2010            | вища    | член Партії регіонів              | ПП «Южне», директор                                    |
| 9               | Бабамурадов Хамза Юлдашевич     | 03.11.2010            | середня | позапартійний                     | приватний підприємець                                  |
| 10              | Гедз Володимир Петрович         | 03.11.2010            | середня | позапартійний                     | порт «Южний», докер — механізатор                      |
| 12              | Христіна Ольга Вікторівна       | 03.11.2010            | середня | член Комуністичної партії України | Сичавська дільнична лікарня, медсестра                 |
| 13              | Попоніна Валентина Дмитрівна    | 03.11.2010            | середня | позапартійна                      | Сичавська сільська рада, головний бухгалтер            |
| 15              | Маркова Анжела Станіславівна    | 03.11.2010            | середня | позапартійна                      | Косарський фельдшерсько-акушерський пункт, завідувачка |
| 16              | Білоус Тетяна Василівна         | 03.11.2010            | середня | позапартійна                      | Сичавська дільнична лікарня, медреєстратор             |
| 17              | Ліннікова Тетяна Павлівна       | 03.11.2010            | вища    | позапартійна                      | дошкільний навчальний заклад № 3, м. Южне, вихователь  |
| 18              | Матейко Віталій Миколайович     | 03.11.2010            | середня | член Партії регіонів              | порт «Южний», водій                                    |